# Peter Seiichi Shirayanagi
Peter Seiichi Shirayanagi (白柳ペテロ誠 - Shirayanagi Seiichi; Hachiōji, 17 giugno 1928 – Tokyo, 30 dicembre 2009) è stato un cardinale e arcivescovo cattolico giapponese.

## Biografia
È nato a Hachiōji, presso Tokyo, il 17 giugno 1928.
È stato ordinato sacerdote il 21 dicembre 1954.
Nominato da papa Paolo VI vescovo ausiliare di Tokyo il 15 marzo 1966, assegnandogli il titolo di Atenia; ha ricevuto l'ordinazione episcopale l'8 maggio successivo.
Il 15 novembre 1969 è nominato arcivescovo coadiutore della medesima arcidiocesi, col titolo di Castro di Puglia. Succede al cardinale Peter Tatsuo Doi.
È stato arcivescovo di Tokyo dal 21 febbraio 1970 al 17 febbraio 2000.
Papa Giovanni Paolo II lo ha innalzato alla dignità cardinalizia nel concistoro del 26 novembre 1994.
Ha partecipato al conclave che il 19 aprile 2005 ha eletto il cardinale Joseph Ratzinger alla Cattedra di San Pietro.
È uno dei cardinali che ha celebrato la Messa tridentina dopo la Riforma liturgica.
Dal 17 giugno 2008, avendo compiuto l'ottantesimo anno d'età, non era più cardinale elettore.
Morì improvvisamente per un infarto del miocardio nel centro per sacerdoti anziani, in cui risiedeva dall'agosto 2009, il 30 dicembre dello stesso anno alle 6:45 del mattino (ora di Tokyo), aveva 81 anni. Dopo le esequie, il suo corpo è stato cremato e le ceneri sepolte nel cimitero cattolico di Fuchū a Tokyo.

## Genealogia episcopale e successione apostolica
La genealogia episcopale è:
- Cardinale Scipione Rebiba
- Cardinale Giulio Antonio Santori
- Cardinale Girolamo Bernerio, O.P.
- Arcivescovo Galeazzo Sanvitale
- Cardinale Ludovico Ludovisi
- Cardinale Luigi Caetani
- Cardinale Ulderico Carpegna
- Cardinale Paluzzo Paluzzi Altieri degli Albertoni
- Papa Benedetto XIII
- Papa Benedetto XIV
- Papa Clemente XIII
- Cardinale Marcantonio Colonna
- Cardinale Giacinto Sigismondo Gerdil, B.
- Cardinale Giulio Maria della Somaglia
- Cardinale Carlo Odescalchi, S.I.
- Cardinale Costantino Patrizi Naro
- Cardinale Lucido Maria Parocchi
- Papa Pio X
- Cardinale Gaetano De Lai
- Cardinale Raffaele Carlo Rossi, O.C.D.
- Cardinale Amleto Giovanni Cicognani
- Arcivescovo Mario Cagna
- Cardinale Peter Seiichi Shirayanagi

La successione apostolica è:
- Vescovo Paul Kazuhiro Mori (1985)
- Vescovo Francis Keiichi Sato, O.F.M. (1985)
- Vescovo Peter Toshio Jinushi (1988)
- Arcivescovo Peter Takeo Okada (1991)
- Vescovo Rafael Masahiro Umemura (1999)